# Elsayed Mohammad Elshahed
Elsayed Mohammad Elshahed (* 30. Juni 1945) ist ein ägyptischer Religionspädagoge.

## Leben
Nach der Promotion 1983 in Islamwissenschaften (Nebenfächer: Philosophie, Christliche Dogmatik) an der Universität des Saarlandes ist er seit 1997  Professor für Islamwissenschaften in derselben Abteilung Schwerpunkte: Islamische Theologie, Philosophie und Methodologie des islamischen Rechts und der Quranexegese an der al-Azhar-Universität und seit 2003 Direktor der Islamischen Religionspädagogischen Akademie in Wien.

## Schriften (Auswahl)
- Das Problem der transzendenten sinnlichen Wahrnehmung in der spätmuʿtazilitischen Erkenntnistheorie nach der Darstellung des Taqīaddīn an-Nağrānī. Berlin 1983, ISBN 3-922968-26-0.
- als Herausgeber: Einführung in die Methodologie der Qurʾānexegese. Riyad 2000, ISBN 9960-04-317-7.
- Europa und seine Muslime. Koexistenz im Schatten von Verschwörungstheorien : Beiträge zur Wahrnehmungsproblematik der Interkulturalität und des Bewusstseinswandels im neuen Orient . Wien 2019, ISBN 3-205-20056-X.

| Personendaten    | Personendaten                 |
| ---------------- | ----------------------------- |
| NAME             | Elshahed, Elsayed Mohammad    |
| KURZBESCHREIBUNG | ägyptischer Religionspädagoge |
| GEBURTSDATUM     | 30. Juni 1945                 |